# Lepisorus
Lepisorus (Lepisoroidne paprati), biljni rod vazdazelenih trajnica iz porodice osladovki smješten u vlastiti tribus Lepisoreae, dio potporodice Microsoroideae. Na popisu je preko 90 vrsta, najviše u Kini gdje postoji znatna taksonomska zbrka zbog prethodnog prekomjernog dijeljenja vrsta. Ostale vrste su iz tropske Azije, nekoliko u Africi, na Madagaskaru i zapadnom Pacifiku
Rod je opisan u Bulletin of the Fan Memorial Institute of Biology 4(3): 47, 56–58. 1933. Tipična vrsta je azijski epifit Lepisorus nudus.

## Opis plemena Lepisoreae
Lepisoroidne paprati (pleme Lepisoreae, Polypodiaceae) nedvojbeno su jedna od najzbunjujućih skupina paprati u Polypodiaceae u smislu razgraničenja rodova uglavnom zbog njihove jednostavne morfologije. Prethodne molekularne studije imale su ili vrlo male uzorke taksona rodova koji nisu Lepisorus i nisu dobro razriješile odnose među tim rodovima, ili su imale relativno veliko uzorkovanje na razini vrste, ali su kritične vrste nedostajale ili njihovi odnosi nisu bili dobro razjašnjeni. Nedavna studija razlučila je nedavno odabrani Lepisorus jakonensis kao sestru preostalih rodova u Lepisoreae isključujući Paragrammu, a autori su zbrojili svih šest dobro poznatih rodova u Lepisorus. U ovoj studiji iz 2020–te godine, Liang Zhang et al. da bi zaključili o filogeniji, upotrijebili su DNA sekvence pet plastidnih markera (matK, rbcL, rbcL-atpB, rps4 &rps4-trnS, trnL &trnL-F) od 172 pristupa koji predstavljaju ca. 44 vrste ne-Lepisorus rodova i 54 primke koje predstavljaju ca. 50 vrsta Lepisorus kao unutarnje skupine i 10 ne-Lepisoreae primjesa iz četiri najbliža srodna roda (Leptochilus, Microsorum, Phymatosorus i Goniophlebium) u Microsoroideae i jedan rod (Pyrrosia) u Platycerioideae. Njihovi glavni rezultati uključuju: (1) Potvrđeno je da su svih sedam trenutačno definiranih rodova osim Lepisorus u Lepisoreae monofiletni; (2) Potvrđeno je da je kladfa Lepisorus jakonensis druga najranija razdvojena loza u Lepisoreae; (3) Neolepisorus je razlučen kao sestra ostatku u kladusu koji sadrži sve ne-Lepisorus rodove osim Paragramma; (4) Lemmaphyllum je sestra klade koja sadrži Lepidomicrosorium, Neocheiropteris i Tricholepidium; i (5) Ellipinema gen. nov. je odvojen od Lepisorus na temelju filogenije i morfologije kako bi se stabilizirala trenutna upotreba postojećih šest rodova koji nisu Lepisorus i imena vrsta u tim rodovima. Dostavljen je ključ za svih osam rodova Lepisoreae: Lemmaphyllum; Lepidomicrosorium; Lepisorus; Neocheiropteris; Neolepisorus; Paragramma; Paraphyses; Tricholepidium.

## Vrste
1. Lepisorus abbreviatus (Fée) Li Wang
2. Lepisorus accedens (Blume) Hosok.
3. Lepisorus affinis Ching
4. Lepisorus alberti (Regel) Ching
5. Lepisorus amaurolepidus (Sledge) Bir & Trikha
6. Lepisorus angustus Ching
7. Lepisorus annamensis (C.Chr.) Li Wang
8. Lepisorus annuifrons (Makino) Ching
9. Lepisorus asterolepis (Baker) Ching
10. Lepisorus balteiformis (Brause) Hovenkamp
11. Lepisorus bicolor (Takeda) Ching
12. Lepisorus boninensis Ching
13. Lepisorus buergerianus (Miq.) C.F.Zhao, R.Wei & X.C.Zhang
14. Lepisorus carnosus (J.Sm.) C.F.Zhao, R.Wei & X.C.Zhang
15. Lepisorus clathratus (C.B.Clarke) Ching
16. Lepisorus confluens W.M.Chu
17. Lepisorus contortus (Christ) Ching
18. Lepisorus crassipes Ching & Y.X.Lin
19. Lepisorus distans (Makino) Ching
20. Lepisorus eilophyllus (Diels) Ching
21. Lepisorus elegans Ching & W.M.Chu
22. Lepisorus ensatus (Thunb.) C.F.Zhao, R.Wei & X.C.Zhang
23. Lepisorus excavatus (Bory ex Willd.) Ching
24. Lepisorus fortuni (T.Moore) C.M.Kuo
25. Lepisorus hachijoensis Sa.Kurata
26. Lepisorus henryi (Hieron. ex C.Chr.) Li Wang
27. Lepisorus heterolepis (Rosenst.) Ching
28. Lepisorus jakonensis (Blanf.) Fraser-Jenk. & J.Krieg.
29. Lepisorus kawakamii (Hayata) Tagawa
30. Lepisorus kolesnikovii (Tzvelev) Shmakov
31. Lepisorus kuchenensis (Y.C.Wu) Ching
32. Lepisorus kuratae T.Fujiw. & Seriz.
33. Lepisorus lewisii (Baker) Ching
34. Lepisorus likiangensis Ching & S.K.Wu
35. Lepisorus lineariformis Ching & S.K.Wu
36. Lepisorus longifolius (Blume) Holttum
37. Lepisorus loriformis (Wall. ex Mett.) Ching
38. Lepisorus luchunensis Y.X.Lin
39. Lepisorus macrosphaerus (Baker) Ching
40. Lepisorus maculosus (Christ) C.F.Zhao, R.Wei & X.C.Zhang
41. Lepisorus mamas Hovenkamp
42. Lepisorus marginatus Ching
43. Lepisorus medioximus T.Fujiw., K.Hori & Khine
44. Lepisorus medogensis Ching & Y.X.Lin
45. Lepisorus megasorus (C.Chr.) Ching
46. Lepisorus mehrae Fraser-Jenk.
47. Lepisorus microphyllus (C.Presl) Ebihara & T.Fujiw.
48. Lepisorus mikawanus Sa.Kurata
49. Lepisorus minor (W.M.Chu) C.F.Zhao, R.Wei & X.C.Zhang
50. Lepisorus mishmica Benniamin & Fraser-Jenk.
51. Lepisorus miyoshianus (Makino) Fraser-Jenk. & Subh.Chandra
52. Lepisorus monilisorus (Hayata) Tagawa
53. Lepisorus morrisonensis (Hayata) H.Itô
54. Lepisorus mucronatus (Fée) Li Wang
55. Lepisorus nigripes T.Fujiw. & Seriz.
56. Lepisorus normalis (D.Don) C.F.Zhao, R.Wei & X.C.Zhang
57. Lepisorus novoguineensis (Rosenst.) Li Wang
58. Lepisorus nudus (Hook.) Ching
59. Lepisorus obscurevenulosus (Hayata) Ching
60. Lepisorus oligolepidus (Baker) Ching
61. Lepisorus onoei (Franch. & Sav.) Ching
62. Lepisorus oosphaerus (C.Chr.) Ching
63. Lepisorus ovatus (C.Presl) C.F.Zhao, R.Wei & X.C.Zhang
64. Lepisorus palmatopedatus (Baker) C.F.Zhao, R.Wei & X.C.Zhang
65. Lepisorus perrierianus (C.Chr.) Ching
66. Lepisorus platyrhynchos (Kunze) Li Wang
67. Lepisorus pseudonudus (Ching) Ching
68. Lepisorus pseudoussuriensis Tagawa
69. Lepisorus pyriformis (Ching) C.F.Zhao, R.Wei & X.C.Zhang
70. Lepisorus rostratus (Bedd.) C.F.Zhao, R.Wei & X.C.Zhang
71. Lepisorus rufofuscus T.Fujiw.
72. Lepisorus schraderi (Mett.) Ching
73. Lepisorus scolopendrium (Buch.-Ham. ex Ching) Mehra & Bir
74. Lepisorus sinensis (Christ) Ching
75. Lepisorus sordidus (C.Chr.) Ching
76. Lepisorus soulieanus (Christ) Ching & S.K.Wu
77. Lepisorus spicatus (L.fil.) Li Wang
78. Lepisorus squamatus (A.R.Sm. & X.C.Zhang) C.F.Zhao, R.Wei & X.C.Zhang
79. Lepisorus subhemionitideus (Christ) C.F.Zhao, R.Wei & X.C.Zhang
80. Lepisorus sublinearis (Baker ex Takeda) Ching
81. Lepisorus suboligolepidus Ching
82. Lepisorus subsessilis Ching & Y.X.Lin
83. Lepisorus superficialis (Blume) C.F.Zhao, R.Wei & X.C.Zhang
84. Lepisorus thunbergianus (Kaulf.) Ching
85. Lepisorus tibeticus Ching & S.K.Wu
86. Lepisorus tosaensis (Makino) H.Itô
87. Lepisorus tricholepis K.H.Shing & Y.X.Lin
88. Lepisorus triglossus (Baker) C.F.Zhao, R.Wei & X.C.Zhang
89. Lepisorus uchiyamae (Makino) H.Itô
90. Lepisorus ussuriensis (Regel & Mack.) Ching
91. Lepisorus validinervis (Kunze) Li Wang
92. Lepisorus waltonii (Ching) S.L.Yu
93. Lepisorus yamaokae Seriz.
94. Lepisorus youxingii R.H.Jiang & X.C.Zhang
95. Lepisorus zippelii (Blume) C.F.Zhao, R.Wei & X.C.Zhang

## Sinonimi
Postoje brojni sinonimi.
- Drynaria sect. Lepisorus J.Sm., bazionim.